# Marcelin Berthelot
Pour les articles homonymes, voir Berthelot.
Ne doit pas être confondu avec le chimiste de la fin du XIXe siècle, Marcellin Berthelot
Marcelin Berthelot, né le 9 octobre 1927 à Thorailles (Loiret) et mort le 25 septembre 1997 à Paris 14e, est un homme politique français. Membre du Parti communiste français, il est député de la Seine-Saint-Denis de 1968 à 1978 et de 1988 à 1993 et maire de Saint-Denis de 1971 à 1991.

## Biographie
Né dans une famille d’ouvriers agricoles, marié et père de deux enfants, il travaille dans une ferme après son certificat d’études dès l’âge de douze ans. Il devient ensuite ouvrier électricien. Il adhère au Parti communiste français (PCF) en 1944, vient à Paris en 1946 et travaille aux Halles, puis entre comme ouvrier en 1951 à la centrale électro-thermique de Saint-Denis, où il se fixe.
À partir de 1957, il consacre toute son activité au PCF dont il devient permanent. D’abord secrétaire de la section de Saint-Denis et membre du bureau fédéral de Seine nord-est jusqu’en 1962, il passe alors au secrétariat fédéral et est chargé des cadres. Il y reste jusqu'en 1970, la fédération étant devenue celle de la Seine-Saint-Denis. De 1970 à 1988, il reste membre du bureau fédéral, après avoir suivi en 1961 une école centrale du parti de quatre mois.
En 1959, il est élu septième adjoint et en 1965 sixième du maire de Saint-Denis Auguste Gillot auquel il succéda en 1971. Après avoir été suppléant du député Fernand Grenier en 1967 dans la deuxième circonscription de la Seine-Saint-Denis, il en est élu député de 1968 à 1978. Non représenté par la fédération à cette date au profit de Pierre Zarka, il est cependant réélu de 1988 à 1993 et est membre de la commission de la Production et des Échanges. Il siège aussi au conseil régional d'Île-de-France de 1976 à 1978.
C’est à la grande cité ouvrière de Saint-Denis qui perdait alors son activité industrielle que Marcelin Berthelot voue l’essentiel de son énergie. Il entreprend autour de la basilique une vaste rénovation du centre-ville très vétuste, encourant alors le reproche d’avoir « bétonné » la ville. Il s’en défend en arguant qu’il avait remplacé 1 600 logements insalubres par autant de logements neufs. Lui-même vit en HLM, « au milieu des travailleurs ».
Dans les années 1980, Marcelin Berthelot devient de plus en plus critique envers certains aspects de la politique de son parti. En 1985, il blâme publiquement l’action musclée de certains élus du département contre le président François Mitterrand venu inaugurer à Saint-Denis de nouveaux bâtiments de l’école de la Légion d’honneur. En 1989, lors de la chute des régimes communistes de l’Europe de l’Est, particulièrement celui de Roumanie, Marcelin Berthelot s’engage dans une réflexion sur les rapports du socialisme et de la liberté dont il fait part aux Dionysiens. Il devient ainsi une des figures des communistes « refondateurs ». En 1991, il renonce volontairement à la mairie de Saint-Denis et parvient à imposer Patrick Braouezec comme son successeur, contre le choix initial de la section communiste. Resté conseiller municipal, il manifeste son hostilité au projet de grand stade soutenu par la municipalité et démissionne pour cette raison du groupe communiste en octobre 1993.
Il est l'instigateur de la loi du 8 janvier 1993, qui modifie la législation sur les prénoms en supprimant définitivement l'obligation de les choisir dans le calendrier. Pour Brigitte Le Mintier, cette réforme dont elle salue les innovations majeures opte pour le principe de la liberté des parents dans le choix du prénom. Elle rappelle néanmoins que cette liberté est « contrôlée », le juge ayant a posteriori la possibilité de refuser le prénom si celui-ci apparaît contraire à « l'intérêt de l'enfant ».
Revendiquant toujours son origine ouvrière et sa fierté d’administrateur d’une ville de banlieue, il refuse des manifestations officielles pour ses obsèques. Celles-ci ont lieu à Châtillon-sur-Loire, après qu'un hommage lui est rendu à Saint-Denis.

## Décoration
Il est fait chevalier de la Légion d’honneur en 1984.